# Романович Михайло Михайлович
Миха́́йло Миха́йлович Романо́вич (25 лютого 1995 — 14 серпня 2014) — солдат Збройних сил України, учасник російсько-української війни.

## Життєвий шлях
Народився 1995 року в селі Явора (Турківський район, Львівська область). Виріс у багатодітній сім'ї (дев'ятеро дітей). Закінчив 2010-го 9 класів школи села Явора, 2013 року — Турківський професійний ліцей, здобувши професію зварювальника, працював. У грудні 2013 року пішов служити за контрактом.
Солдат, стрілець-санітар 24-ї окремої механізованої бригади (Яворів). З весни 2014-го брав участь у бойових діях.
Загинув внаслідок мінометного обстрілу, вчиненого російськими бойовиками, під час операції з блокування Луганська в районі смт Новосвітлівка.
Жителі сіл Розлуч і Явора зустрічали свого Героя, стоячи обабіч дороги зі свічками та квітами. Поруч вишикувалися понад 70 машин турківського автомайдану. Поховали Михайла в рідному селі 20 серпня 2014-го.

## Нагороди та вшанування
За особисту мужність і героїзм, виявлені у захисті державного суверенітету та територіальної цілісності України, вірність військовій присязі під час російсько-української війни, відзначений — нагороджений
- орденом «За мужність» III ступеня (14.3.2015, посмертно)
- Його портрет розміщений на меморіалі «Стіна пам'яті полеглих за Україну» в Києві: секція 2, ряд 6, місце 32.
- Вшановується 14 серпня на щоденному ранковому церемоніалі вшанування українських захисників, які загинули цього дня у різні роки внаслідок російської збройної агресії[2].